# Australian MultiCam Pattern

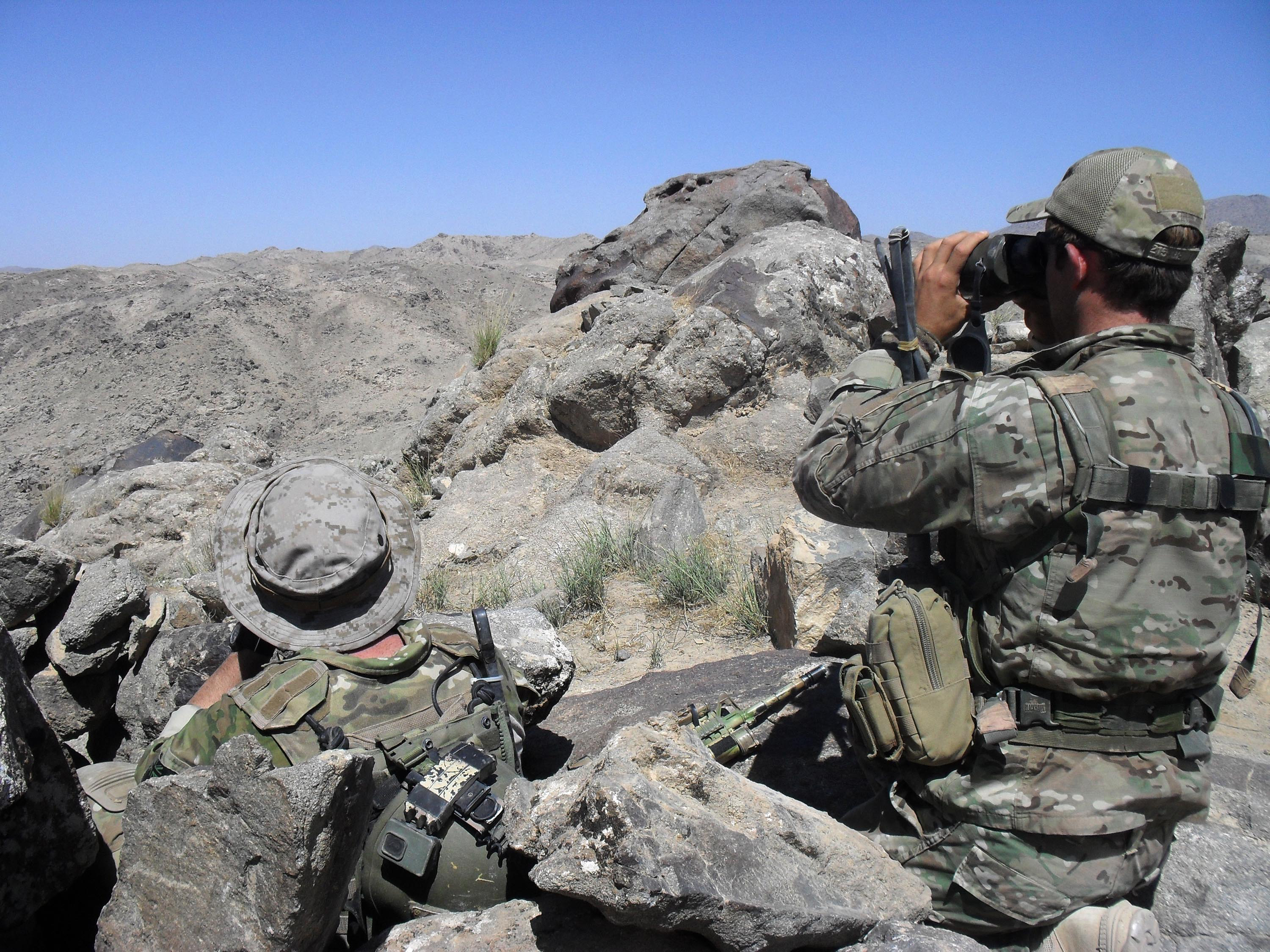
Żołnierze australijscy testujący umundurowanie w kamuflażu MultiCam. Afganistan, czerwiec 2010

Australian MultiCam Pattern (AMP) – australijski kamuflaż oparty na MultiCamie, ma on zastąpić starsze wzory DPP (Disruptive Pattern Print) i DPDP (Disruptive Pattern Desert Print) używane do tej pory w australijskich siłach zbrojnych. Zmiany poczynione w stosunku do oryginalnego MultiCamu są bardzo małe.
W roku 2009 rozpoczęto testy mundurów G3 w kamuflażu MultiCam produkowanych przez firmę Crye Precision w australijskiej jednostce specjalnej Special Air Service Regiment. W roku 2010 umundurowanie w tym samym wzorze maskującym i w kroju z poprawkami zaproponowanymi przez SASR trafiło do operujących w Afganistanie komandosów SOTG (Special Operations Task Group), a później także żołnierzy MTF3 (Mentoring Task Force 3).
Użytkownicy mundurów w kamuflażu MultiCam, pozytywnie wypowiadali się o nich. Zwrócono jednak uwagę, że nowy kamuflaż powinien mieć bardziej narodowy charakter, tak aby odróżniać się od Amerykanów.
Wobec tego w roku 2011 australijskie ministerstwo obrony zakupiło od firmy Crye Precision licencję na produkcję własnej odmiany MultiCam, odpowiednio modyfikowanej do australijskich potrzeb. Wcześniej podobnie postąpili Brytyjczycy tworząc kamuflaż MTP. Umundurowanie w nowym kamuflażu szyte jest w Australii.
Umundurowanie w nowym kamuflażu ma w pierwszej kolejności trafić do żołnierzy 1. AFDS, 2. AFDS oraz 7. batalionu Royal Australian Regiment. Żołnierze tych jednostek obecnie pełnią służbę w Afganistanie.